# Frédéric Sojcher
Frédéric Sojcher, né le 11 mai 1967 à Bruxelles, est un réalisateur, écrivain et universitaire belge. Il est le fils de l'écrivain et philosophe Jacques Sojcher.

## Biographie

### Cinéaste
Adolescent, Frédéric Sojcher a un échange épistolaire avec François Truffaut, qui lui conseille s'il veut devenir cinéaste de « forcer le destin ».
Il réalise son premier film à l'âge de 15 ans. Sa filmographie compte à ce jour une dizaine de courts métrages et cinq longs métrages : Regarde-moi en 2000, Cinéastes à tout prix, sélection officielle au Festival de Cannes, en 2004, Hitler à Hollywood en 2011, Je veux être actrice en 2016 et Le cours de la vie en 2023.
Selon lui, « tout documentaire est une fiction » ce qui explique pourquoi la plupart de ses films interrogent les rapports entre réalité et fiction, sous le mode ludique, proche de la comédie.
Il a réuni devant sa caméra Patrick Chesnais, Annie Cordy, Maria de Medeiros, Florence Darel, Lorànt Deutsch, Serge Gainsbourg, Margaux Hemingway, Agnès Jaoui, Bernard Lavilliers, Michael Lonsdale, Géraldine Nakache, Claire Nebout, Jonathan Zaccaï… qui parfois jouent leur propre rôle ou un personnage proche de leur personnalité. Les "grandes dames" du cinéma français, Arletty et Micheline Presle, ont chacune participé avec lui à leur dernier film. 
Comme l'écrit Nicole Brenez dans le programme de la Cinémathèque française en 2018 : « Les films de Frédéric Sojcher offrent des galeries de portraits, des rondes à la manière d'Ophuls ». Nicole Brenez évoque la figure récurrente des femmes comme héroïnes - le cinéaste offrant depuis toujours les rôles principaux de ses films à des actrices.
Les prises de position de Frédéric Sojcher ne sont pas sans rapport avec la création en Belgique de l'Association des réalisateurs et réalisatrices de films (ARRF), dont il fut le premier Président (et dont André Delvaux accepta d'être le Président d'honneur). 
Son dernier long métrage à ce jour, "Le cours de la vie" reçoit le Prix Rimbaud de la meilleure réalisation 2023 avec la mention "Liberté libre", deux Prix au Festival de Mons et cinq prix au Festival International du Film Espoir de Liège, avec le parrainage de l'Unesco.   

### Enseignement
Professeur des universités, il travaille le concept d'économie de la réalisation - cette idée que le cinéaste doit être conscient de ses moyens de production pour faire ses choix de mise en scène.
Il dirige le master professionnel en scénario, réalisation et production de l'université Paris-1 Panthéon-Sorbonne depuis 2005.

### Édition
Il a écrit et coordonné une trentaine de livres sur des cinéastes, sur le scénario, sur la direction d'acteur, sur le cinéma belge et le cinéma européen… Ses publications ont en commun le désir de partager un « gai savoir », accessible à tous, avec comme postulat que « le cinéma, c'est plus que le cinéma ».
Parmi les livres dont il est l'auteur :
- Main basse sur le film (2002), un récit d'initiation sur l'envers du décor de la réalisation d'un premier long métrage, qui se lit comme un roman, avec une préface de Bertrand Tavernier ;
- Le Manifeste du cinéaste (2006), qui tente de cerner l'essence de la réalisation cinématographique (Prix Jean-Jacques Rousseau de l'Académie des sciences, arts et belles lettres de Dijon).
- Je veux faire du cinéma, petit traité de survie dans le septième art (2021), préfacé par l'historien du cinéma Antoine de Baecque, tente de percer les coulisses de la production des films. La presse en fait un large écho en Belgique (dans "Le Soir"[5], "Le Vif-L'Express" ou "La Libre Belgique"[6]), mais aussi en France (dans "Le Monde"[7], "Positif", 'L'Obs"[8], "Marianne"[9], "L'Huma dimanche", Mediapart[10], sur France Culture[11]...).

Il publie son premier roman, Fac off, aux éditions Léo Scheer, en 2024. Comme il l'avait fait dans ses films, il explore l'envers du décor... cette fois, de l'université.    

## Filmographie

### Courts métrages
- 1982 : Ciné-Suicide
- 1983 : Elles étaient deux
- 1984 : Karmann Ghia/Coiffeurs Messieurs
- 1985 : Fumeurs de charme
- 1991 : Requiem pour un fumeur
- 1991 : A comme acteur
- 1992 : Il était une fois… (deux courts métrages)
- 1995 : Vroum-Vroum
- 2009 : Climax
- 2016 : A toi de jouer

### Longs métrages
- 2000 : Regarde-moi
- 2004 : Cinéastes à tout prix
- 2011 : HH, Hitler à Hollywood
- 2016 : Je veux être actrice
- 2023 : Le Cours de la vie

## Publications
- Cinéma européen et identités culturelles, Éditions de l'Université de Bruxelles, 1996.
- La Kermesse héroïque du cinéma belge, 3 volumes, L'Harmattan, 1999 (vol. 1. Histoire du cinéma belge sous l'État national (des origines à 1965) ; vol. 2. Histoire du cinéma belge sous l'État fédéral (1965-1988) ; vol. 3. Le cinéma belge et l'Europe (1988-1995)).
- Cinéma, audiovisuel, nouveaux médias. La convergence : un enjeu européen ? (coordonné avec Soon Mi Peten et Yvon Thiec), L'Harmattan, coll. « Champs visuels », Paris, 2001, 402 p.
- Main basse sur le film, préface de Bertrand Tavernier, Paris, Séguier, 2002 ; Genèse éditions, collection Les poches belges, 2021
- Quel modèle audiovisuel européen ? (coordonné avec Pierre Jean Benghozi), L'Harmattan, coll. « Champs visuels », Paris, 2003, 270 p.
- Luc Besson : un don Quichotte face à Hollywood, Anglet, Atlantica, coll. « Carré Ciné », 2005, 77 p.  (ISBN 2840494329)
- André Delvaux, le cinéma ou l'art des rencontres, Paris, Éditions du Seuil / Archimbaud, 2005, 221 p.  (ISBN 2020788446)
- Mention très bien, Séguier / Archimbaud, 2005, 112 p.
- Les Frères Dardenne (coordonné avec Louis Héliot), Contre Bande, Université de Paris 1 Panthéon Sorbonne, 2006, 208 p.
- Arte et le cinéma : le désir d'autre chose, entretiens avec Michel Reilhac, Biarritz, Atlantica/Séguier, coll. « Carré Ciné », 2006, 140 p.  (ISBN 9782840494492 et 2840494493)
- Manifeste du cinéaste, préf. de Michael Lonsdale, Monaco, Éditions du Rocher, coll. « Esprits libres », 2006, 279 p.  (ISBN 978-2-26-805834-4 et 2-268-05834-4)
- Films à petits budgets : contrainte ou liberté ? (coordonné avec Luc Dellisse), Monaco, Éditions du Rocher, coll. « Caméra subjective », 2007, 220 p.
- Jean-Jacques Rousseau, cinéaste de l'absurde, Paris, Archimbaud / Klincksieck, 2008.
- Frédéric Sojcher (coordonné par), La Direction d'acteur. Carnation, incarnation, Monaco, Éditions du Rocher, coll. « Caméra subjective », 2008.
- Plaidoyer pour le cinéma d'auteur, livre d'entretiens avec Michel Reilhac, Klincksieck, coll. « Essai caméra », 2009.
- Manifeste du cinéaste, Éditions du Rocher, 2009 (2e édition).
- Cinéaste et producteur : un duo infernal ?, (coordonné avec N. T. Binh et François Margolin), Klincksieck/Archimbaud, 2010.
- Pratiques du cinéma, Klincksieck  /Archimbaud, 2011.
- La Direction d'acteur (ccordonné par), Klincksieck / Archimabaud, 2011 (2e édition, augmentée).
- Manifeste du cinéaste, Klincksieck, 2011 (poche, 3e édition, actualisée et augmentée).
- L'Art du scénario (coordonné avec N. T. Binh et Catherine Rihoit), Klincksieck / Archimbaud, 2012.
- Paris - Hollywood, le rêve français du cinéma américain (coordonné avec N. T. Binh et José Moure), Klincksieck / Archimbaud, 2013, 204 p.,  (ISBN 978 - 2 - 252 - 03899 - 4)
- Le Fantôme de Truffaut, une initiation au cinéma, Impressions Nouvelles, 2013, 144 p.  (ISBN 978 - 2- 87449 - 172 - 6)
- Cinéma et musique : accords parfaits (coordonné avec N. T. Binh et José Moure), Impressions Nouvelles, 2014, 208 p.  (ISBN 978 - 2 - 87449 - 190 - 0)
- Frédéric Sojcher et Catherine Rihoit, Je veux être actrice (entretiens avec Yves Afonso, Patrick et Émilie Chesnais, Jean-François Derec, Michael Lonsdale, François Morel, Denis Podalydès, Josiane Stoléru, Philippe Torreton, Jacques Weber), Editions Riveneuve, 2016, 154 p.
- Frédéric Sojcher et Luc Jabon, Scénario et réalisation : modes d'emploi ?, Editions du Nouveau Monde, 2016, 366 p.
- (coordonné par Frédéric Sojcher), La Direction d'acteur, Impressions Nouvelles (3ème édition, augmentée), 2017, 368 p.
- La vie rêvée de Fred Super, co-édition Zellige-Hémisphères, 2017, 146 p.
- L'Art du montage, ou comment les cinéastes et les monteurs réécrivent les films (coordonné avec N.T. Binh), Impressions Nouvelles, 2017.
- Écrire un film, scénaristes et cinéastes au travail (coordonné avec N. T. Binh), Impressions Nouvelles, 2018.
- Cinéma à l'université, le regard et le geste (coordonné avec Serge Le Péron), Impressions  Nouvelles, 2020, 472 p.
- Je veux faire du cinéma. Petit traité de survie dans le 7ème art (préface d'Antoine de Baecque), Genèse éditions, 2021, 184 p.
- Main basse sur le film (préface de Bertrand Tavernier), nouvelle édition, revue et corrigée, Genèse éditions, 2021, 244 p.
- Fac off, éditions Léo Scheer, 2024, 192 p.
- Anatomie du cinéma, ce qu'il faut savoir avant de se lancer, Éditions du Nouveau monde, 2025, 284 p.

## Récompenses et distinctions
- 1984 : Prix au Festival d'Aix-en-Provence, pour le court métrage Karmann Ghia.
- 1985 : Prix du court métrage pour Fumeurs de charme au Festival international de Bruxelles.
- 1993 : Prix du court métrage au Festival de Sarlat pour Il était une fois…
- 1996 : Prix international Filippo Sacchi décerné par le Syndicat des journalistes italiens pour la meilleure thèse européenne de cinéma.
- 2006 : Prix Coq de la critique, de la Communauté française de Belgique, décerné par un jury de professionnels, pour l’ensemble des articles et ouvrages écrits sur le cinéma.
- 2006 : Prix de l’Académie des sciences, arts et belles-lettres de Dijon, pour le livre le Manifeste du cinéaste.
- 2008 : Prix du meilleur DVD par le Syndicat de la critique du cinéma et de la télévision, en France, pour le film Cinéastes à tout prix.
- 2009 : Prix de la meilleure mise en scène pour le court métrage Climax au Festival international du film indépendant de Bruxelles.
- 2009 : Prix de la meilleure bande sonore pour le court métrage Climax au Festival Media 10/10 de Namur.
- 2010 : Prix France Télévisions au Festival de Corte pour le court métrage Climax.
- 2010 : Prix spécial du Jury au Festival de Meudon pour le court métrage Climax.
- 2010 : Prix international de la critique et Mention du Jury œcuménique au 45e Festival international du film de Karlovy Vary, République tchèque, pour son film Hitler à Hollywood (2010)
- 2011 : Prix de la meilleure photographie, attribué à Carlo Varini (chef opérateur), pour Hitler à Hollywood, au 9e Festival international d'Ischia (Italie).
- 2011 : Prix spécial du Jury pour HH, Hitler à Hollywood, au 4e Festival international de Dieppe (France).
- 2022: Prix académique à l'Université de Sakarya (Turquie). Plantation de dix arbres pour le parcours universitaire de Frédéric Sojcher.
- 2023 : Prix Cineuropa et Prix RTBF pour le film "Le cours de la vie" au Love International Film Festival de Mons.
- 2023 : Prix "Liberté Libre" aux Rimbaud du cinéma pour la meilleure réalisation.
- 2023 : Prix du meilleur espoir masculin, Prix du scénario, Prix du meilleur acteur, Prix de la meilleure actrice, Mention spéciale du jury pour Le cours de la vie au Festival International du Film Espoir de Liège, parrainé par l'Unesco.